# Živi mrtvaci (televizijska serija)
Živi mrtvaci (eng. The Walking Dead), američka je televizijska serija koju je kreirao Frank Darabont. Temeljena je na seriji istoimenih stripova čiji su autori Robert Kirkman, Tony Moore i Charlie Adlard. Andrew Lincoln pojavljuje se u glavnoj ulozi kao šerif Rick Grimes koji se nakon ranjavanja budi iz kome i nađe u apokaliptičnom svijetu kojim dominiraju zombiji, a koje preživjeli nazivaju "šetačima". Ubrzo Rick krene u potragu za svojom obitelji, a putem nailazi na mnogobrojne preživjele.
Serija Živi mrtvaci svoju je premijeru imala 31. listopada 2010. godine na kabelskoj televizijskoj mreži AMC u Sjedinjenim Državama. U prvom tjednu mjeseca studenog iste godine serija je u ostalim zemljama svijeta međunarodne premijere imala putem mreže Fox International Channels. Zbog izuzetno velike gledanosti kompanija AMC obnovila je seriju za drugu sezonu koja se sastojala od 13 epizoda, a svoju premijeru imala 16. listopada 2011. godine. Nakon samo dvije emitirane epizode druge sezone, AMC je obnovila seriju za treću sezonu koja se sastojala od 16 epizoda, a koja je s emitiranjem započela 14. listopada 2012. Dana 21. prosinca iste godine AMC je obnovila seriju za četvrtu sezonu od također 16 epizoda koja se započela prikazivati 13. listopada 2013. godine. Dana 29. listopada iste godine AMC je ponovno obnovila seriju za petu sezonu koja je s emitiranjem krenula 12. listopada 2014. godine. Dana 7. listopada AMC je službeno obnovila seriju za šestu sezonu. Od 2020. godine, serija broji 10 sezona, s 11 sezonom koja će se početi emitirati 2021. godine.
Serija je dobro prihvaćena od strane kritičara, te je zaradila mnoge nominacije za nagrade, uključujući one za nagradu Ceha scenarista Amerike i Zlatni globus u kategoriji najbolje dramske serije. Serija je također dobila velike ocjene kompanije Nielsen, srušivši razne rekorde serija koje se prikazuju na kablovskim kanalima, uključujući i premijeru pete sezone koja je sa 17,3 milijuna gledatelja postala najgledanijom dramskom serijom u povijesti kablovske televizije.

## Pregled serije
Temeljena na nizu istoimenih stripova, radnja serije Živi mrtvaci vrti se oko male skupine ljudi koji žive u apokaliptičnom svijetu kojim dominiraju zombiji. Radnja prve sezone odvija se u gradu Atlanta (država Georgia), dok se radnja između druge i četvrte sezone događa u okolnim područjima sjevernog dijela iste države. Preživjeli se konstantno nalaze u potrazi za sigurnim skloništem dok ih gotovo svakodnevno napadaju živi mrtvaci (zombiji), a čiji je ugriz za ljude smrtonosan. Radnja se uglavnom fokusira na dileme s kojima se skupina preživjelih susreće dok istovremeno pokušavaju zadržati vlastitu ljudskost u kaotičnom svijetu prepunom živih mrtvaca i neprijateljski nastrojenih ostalih preživjelih.
| Sezona | Sezona | Broj epizoda | Originalno emitiranje | Originalno emitiranje |
| Sezona | Sezona | Broj epizoda | Premijera sezone      | Finale sezone         |
| ------ | ------ | ------------ | --------------------- | --------------------- |
|        | 1      | 6            | 31. listopada 2010.   | 5. prosinca 2010.     |
|        | 2      | 13           | 16. listopada 2011.   | 18. ožujka 2012.      |
|        | 3      | 16           | 14. listopada 2012.   | 31. ožujka 2013.      |
|        | 4      | 16           | 13. listopada 2013.   | 30. ožujka 2014.      |
|        | 5      | 16           | 12. listopada 2014.   | 29. ožujka 2015.      |
|        | 6      | 16           | 11. listopada 2015.   | 3. travnja 2016.      |
|        | 7      | 16           | 23. listopada 2016.   | 2. travnja 2017.      |
|        | 8      | 16           | 22. listopada 2017.   | 15. travnja 2018.     |
|        | 9      | 16           | 7. listopada 2018.    | 31. ožujka 2019.      |
|        | 10     | 22           | 6. listopada 2019.    | 4. travnja 2021.      |
|        | 11     | 24           | 22. kolovoza 2021.    | 20. studenoga 2022.   |

### Prva sezona (2010.)
Zamjenik šerifa Rick Grimes ranjen je tijekom pucnjave te se ubrzo budi iz kome u napuštenoj i oštećenoj bolnici. Rick napušta bolnicu i ubrzo otkriva apokaliptičan svijet kojim vladaju zombiji, kasnije prozvani "šetačima". Vraća se svojoj kući gdje ne pronalazi suprugu i sina te susreće dvojicu preživjelih - Morgana i njegovog sina Duanea koji Ricka odvode svojoj kući gdje mu objasne što se dogodilo dok je on bio u komi. Rick se potom naoruža i krene do Atlante (država Georgia) gdje se, navodno, u Centru za zarazne bolesti nalazi zona karantene za preživjele. Međutim, umjesto toga on otkriva da je grad preplavljen hodajućim mrtvacima i ubrzo se nađe opkoljen istima. Nakon što ga spasi Glenn Rhee, Rick upoznaje ostatak Glennove skupine koja se skriva u obližnjoj trgovini. Živi mrtvaci uskoro uđu u trgovinu, pa je grupa prisiljena pobjeći i iza sebe ostaviti Merlea Dixona, nestabilnog i nasilnog člana kojeg je Rick lisicama zavezao za cijev odvoda na krovu.
Nekoliko kilometara van grada, Rickova supruga Lori i sin Carl skrivaju se u kampu skupa sa Shaneom Walshom, Rickovim policijskim partnerom i najboljim prijateljem. Rick nije svjestan da su upravo oni drugi dio skupine u kojoj se nalazi Glenn. Shane je nenamjerno uvjerio Lori da je Rick mrtav. Budući se Lori sada smatra udovicom, ona sa Shaneom započne ljubavnu aferu.
Ubrzo se Rick ujedini s grupom u kampu te započne dijeliti vodstvo sa Shaneom. Rick odluči vratiti se u Atlantu s Glennom, T-Dogom i Merleovim mlađim bratom Darylom kako bi pokušali spasiti Merlea i uzeti torbu s oružjem koju je Rick ostavio dok je bježao pred zombijima. Nakon povratka oni otkrivaju da je Merle pobjegao odsjekavši si vlastitu ruku koja je bila lisicama pričvršćena za cijev odvoda. Vraćaju se u kamp gdje ih ponovno napadnu zombiji, a tijekom napada nekoliko članova skupine pogiba, uključujući i Amy te Carolinog nasilnog supruga Eda dok Jim biva ugrižen. Nakon toga skupina odlučuje otputovati u sjedište Centra za zarazne bolesti u Atlanti u nadi da će pronaći odgovore i mogući lijek za Jima. 
Međutim, u sjedištu Centra za zarazne bolesti jedini preživjeli je dr. Edwin Jenner. Svi ostali su pobjegli ili počinili samoubojstva. Dr. Jenner im objašnjava da je nastavio istraživati pandemiju, ali nije uspio pronaći lijek. Zbog nedostatka goriva koje je potrebno kako bi pomoćni generatori nastavili raditi ubrzo s odbrojavanjem započne sigurnosni protokol programiran na samouništenje kojim bi se trebalo spriječiti širenje smrtonosnih zaraza. Dr. Jenner i jedna članica Rickove skupine Jacqui potpuno gube nadu u opstanak i odluče ostati u centru do njegove eksplozije. Prije nego što Rick i ostali pobjegnu, Dr. Jenner šapne nešto u Rickovo uho što ovoga šokira. Rick, Lori, Carl, Daryl, Carol, Sophia, Glenn, T-Dog, Dale i Andrea pobjegnu nekoliko sekundi prije nego velika eksplozija u potpunosti uništi Centar čime i završava prva sezona serije.

### Druga sezona (2011./12.)
Druga sezona serije nastavlja se direktno na završetak prve, scenom u kojoj Rick i njegova skupina preživjelih bježe iz razorenog Centra za zarazne bolesti. Kao svoju sljedeću destinaciju izabiru Fort Benning. Na putu do tamo naiđu na neprohodnu autocestu prepunu napuštenih vozila. Članovi grupe pretraže nekoliko obližnjih automobila i isprva misle da je sve u redu, ali ubrzo im se počne približavati velika skupina živih mrtvaca pa su svi prisiljeni raspršiti se i sakriti ispod automobila. Jedan zombi napadne Carolinu kćerku Sophiju dok se skriva ispod automobila pa ona pobjegne u šumu gdje ju započne ganjati drugi zombi. Rick ju uskoro pronađe, ali opet izgubi nakon što pokuša odvući s nje pažnju nadolazećih zombija. Tijekom potrage za Sophijom, lovac imena Otis slučajno upuca malog Carla. Kako bi mu pomogao, Otis vodi Ricka i Shanea do velike, izolirane farme čiji je vlasnik veterinar Hershel Greene nakon čega Otis i Shane odlaze u lokalnu srednju školu potražiti lijekove i potrebnu medicinsku opremu za liječenje. Nakon što ih uspiju pronaći, Shane se ozlijedi, ali kako bi spasio vlastiti život izdaje Otisa kojeg ranjava i ostavlja ga proždrljivim zombijima. Svi preživjeli se nakon toga nađu na farmi gdje čekaju Carlov oporavak, pokušavajući zajedno živjeti s Hershelovom obitelji, ali zbog učestalih nesuglasica i sukoba oko vodstva skupine tenzije postaju sve jače. Lori otkriva da je trudna (i nije sigurna je li dijete Rickovo ili Shaneovo), a Glenn se upušta u romantičnu vezu s Maggie, Hershelovom najstarijom kćerkom. Glenn također uskoro otkriva da je staja koja se nalazi na farmi, a u blizini kuće gdje svi zajedno obitavaju prepuna živih mrtvaca od kojih su neki članovi Hershelove obitelji i susjedi. Nakon što ljutiti Shane pusti žive mrtvace iz staje kako bi ih pobili, svi otkrivaju da je jedan od zombija u staji i mala Sophia koju Rick nevoljko ubija.
Nakon incidenta sa stajom, Beth - najmlađa Hershelova kćerka - pada u šok. Hershel nestaje kako bi oplakao svoju obitelj. Rick i Glenn ga pronalaze kako se opija u lokalnom baru te ga pokušavaju nagovoriti da se vrati na farmu. Ubrzo nailaze na dvojicu preživjelih (Davea i Tonyja). Situacija vrlo brzo eskalira pa je Rick primoran ubiti dvojicu muškaraca tijekom oružanog sukoba. Ostatak njihove skupine ubrzo otkriva Ricka, Hershela i Glenna pa započne nova pucnjava. Nastala buka od pucnjave privuče veliku grupu hodajućih mrtvaca, a jedan od napadača - Randall - biva ranjen i ostavljen od strane svoje grupe. Rick i ostali ga spašavaju i dovode na farmu, ali shvaćaju da bi Randall najvjerojatnije mogao svojoj grupi reći za lokaciju farme ako ga puste. Dok Rick i ostali raspravljaju o tome što će učiniti s Randallom, jedan od zombija smrtno rani Dalea zbog čega je Daryl primoran ubiti ga. Grupa kasnije kreće u potragu za Randallom kojeg je u međuvremenu Shane potajno pustio i kasnije ubio u šumi. Daryl i Glenn pronalaze Randalla - kao zombija - i ubijaju ga. U tom trenutku Daryl zaključuje da je Randall umro zbog slomljenog vrata, a ne od ugriza ili ogrebotine zombija, te da je svejedno "oživio".
U međuvremenu se Shane i Rick nađu u sukobu nakon što je Shane planirao organizirati lažnu potragu kako bi ubio Ricka. Rick uspijeva sputati Shanea i ubiti ga zarivši mu nož u torzo. U tom se trenutku pojavljuje Carl koji vidi Shanea kako "oživljava" kao hodajući mrtvac te ga ubija pištoljem. Zvuk tog pucnja privuče veliko krdo ostalih živih mrtvaca u blizini koji ubrzo preplave farmu. U očajničkoj bitci za opstanak koja slijedi, Jimmy i Patricia pogibaju, a Andrea biva ostavljena i prepuštena samoj sebi. Ipak, ona uspijeva preživjeti te ju kasnije u šumi spašava nepoznata osoba koja nosi katanu i u čijoj se pratnji nalaze dva okovana zombija bez ruku i čeljusti. Ostali preživjeli uspijevaju zajedno pobjeći, ali su prisiljeni napraviti kamp nakon što njihova vozila ostanu bez goriva. Nakon što sazna za Randallovu sudbinu, Rick konačno ostatku grupe otkriva ono što mu je dr. Jenner šapnuo u Centru za zarazne bolesti: svi preživjeli su zaraženi virusom koji ih nakon smrti (kakva god ona bila) pretvaraju u zombije. Rick također otkriva da je bio prisiljen ubiti Shanea. Kasnije te večeri grupa preispituje Rickovu sposobnost za vodstvom, ali Rick ih ultimatumom uvjerava da je on prava osoba za to. U posljednjem kadru sezone vidi se veliki zatvor koji se nalazi u neposrednoj blizini njihovog kampa, a koji će biti glavno mjesto radnje treće sezone.

### Treća sezona (2012./13.)
Radnja treće sezone započinje nekoliko mjeseci nakon što je grupa preživjelih pobjegla s farme, a Lori se nalazi u zadnjem stadiju trudnoće. Ubrzo nailaze na napušteni zatvor koji je preplavljen zombijima te odluče živjeti u njemu. Tijekom osiguravanja prostora u kojem namjeravaju ostati, Hershel biva ugrižen za gležanj pa je Rick prisiljen amputirati mu nogu kako bi spriječio daljnje širenje zaraze. Nedugo potom nailaze na nekoliko preživjelih zatvorenika koji se nalaze zatočeni u kafeteriji. Dok Rick, Daryl i T-Dog pomažu očistiti odvojeni zatvorski blok u kojem bi zatvorenici trebali odsjesti, većina njih pogiba u novom napadu zombija. Rickova skupina pomaže preživjelim zatvorenicima (Axelu i Oscaru) da očiste jedan zatvorski blok, ali u konačnici im se njih dvojica pridružuju. Nova najezda zombija ponovno razdvaja preživjele. T-Dog biva ugrižen u borbi te žrtvuje samog sebe kako bi se Carol spasila, dok se Lori započnu javljati trudovi te ona inzistira na tome da Maggie obavi potreban hitan carski rez kako bi se spasila beba. Tijekom operacije Lori umire pa je Carl prisiljen pucati joj u glavu kako bi spriječio da mu se mama pretvori u zombija. Nakon nekoliko dana tugovanja, Carl i Rick maloj bebi daju ime Judith.
U međuvremenu Andrea i Michonne (nepoznata osoba s kraja druge sezone koja je spasila Andreu u šumi) otkrivaju gradić Woodbury, jako osigurano utočište. Tamo upoznaju Guvernera, vođu zajednice gradića te saznaju da se s njim nalazi i Merle. Michonne odmah započinje sumnjati u Guvernera i zajednicu općenito te odluči otići, ali Andrea odbija krenuti s njom. Merleu je naređeno da pronađe Michonne i ubije ju, ali ju on uspijeva samo raniti. Nakon toga on zarobljava Maggie i Glenna dok se njih dvoje nalaze u potrazi za hranom. Michonne, koja svjedoči otmici, dolazi do zatvora te se nakon toga skupa s Rickom, Darylom i Oscarom vraća u Woodbury kako bi ih pokušali spasiti. To i uspijevaju, ali u procesu je Oscar ubijen, a Daryl zarobljen. Michonne nakratko ostaje u gradiću i pokuša smaknuti Guvernera; međutim umjesto njega ona ubija njegovu kćerku Penny (koja je zombi, a koju je Guverner okovanom držao u skrivenoj sobi svoga stana), a njega tijekom njihovog međusobnog sukoba ranjava u oko razbijenim dijelom stakla. Kao posljedicu svega, Guverner saziva skup te javno optužuje Merlea za izdaju spojivši ga tako s Darylom na očigled ljutite mase te im naređuje da se bore do smrti. Rick i Maggie se u tom trenutku vraćaju i spašavaju ih, ali nakon što se svi zajedno nađu izvan gradića Daryl odluči nastaviti svoj put s Merleom budući Rick ne dozvoljava Merleu da se ponovno pridruži njegovoj grupi preživjelih.
Za to vrijeme u zatvoru Carl nailazi na još jednu skupinu preživjelih - predvođene Tyreeseom i njegovom sestrom Sashom - te ih prihvaća. Rick se vraća, ali tijekom razgovora s novopridošlicama doživljava halucinaciju u kojoj vidi svoju suprugu Lori zbog čega pobijesni i naređuje Tyreeseovoj skupini da ode. Oni u konačnici utočište pronađu u Woodburyju. Guverner i mala skupina njemu najprivrženijih sljedećeg dana napadaju zatvor ubivši Axela i probivši vanjsku ogradu prije povlačenja. Merle i Daryl, nakon odluke da se ipak pridruže Rickovoj skupini, vraćaju se i pomognu mu odbiti napad nadolazećih živih mrtvaca. Rick i Carl, skupa s Michonne, odlaze u Grimesov rodni gradić kako bi pronašli još oružja. Tamo Rick pronalazi Morgana i saznaje da je Duanea ubila njegova majka koja je postala zombi, a koju Morgan nije smogao snage ubiti. Umjesto da se pridruži Ricku, Morgan odluči ostati u gradiću.
Andrea dogovara sastanak između Ricka i Guvernera koji obećava prekinuti neprijateljstvo u zamjenu za predaju Michonne. Potajno, međutim, on planira pobiti kompletnu grupu u zatvoru. Andrea saznaje za taj plan i pokušava pobjeći kako bi došla do zatvora, ali Guverner ju uhvati. Rick kaže Merleu za dogovor nakon čega ovaj pristaje obaviti "prljavi posao": oteti Michonne i predati je. Na putu do mjesta gdje ju treba predati Guverneru, Merle i Michonne razgovaraju pa se Merle predomišlja i oslobađa ju. On pokuša razotkriti Guvernerovu planiranu zasjedu, ali biva ubijen. Daryl ga ubrzo potom pronalazi kao zombija te je prisiljen ubiti ga.
Guverner naređuje Miltonu da ubije Andreu, a nakon što ovaj to odbije, Guverner ga smrtno rani i zaključava u sobu s Andreom kako bi je on ubio nakon što se pretvori u zombija. Kasnije Guverner predvodi napad na zatvor, ali Rickova skupina organizira zamku i odbija napadače. Kada uplašeni vojnici iz Woodburyja predlože Guverneru da ostavi zatvor na miru, on ih gotovo sve ubije. Dok se nalaze na putu za Woodbury kako bi dokrajčili Guvernera, Rick, Daryl i Michonne pronađu Karen - jedinu preživjelu nakon masakra, uz dvojicu Guvernerovih pristaša; Karen uvjerava Tyreesea i Sashu da ih puste u gradić nakon dolaska. Tamo pronalaze još uvijek živu Andreu koju je zombi Milton ipak uspio ugristi. Andrea upotrebljava Rickov revolver kako bi počinila samoubojstvo dok se Michonne nalazi pored nje. Treća sezona završava nakon što se Rickova skupina vrati u zatvor skupa s ostatkom preživjelih iz Woodburyja, a sudbina Guvernera ostaje nepoznata.

### Četvrta sezona (2013./14.)
Radnja četvrte sezone serije započinje nekoliko mjeseci nakon završetka prethodne. Život preživjelih u zatvoru postao je relativno miran. Rick je u međuvremenu donio odluku da neće biti jedini vođa zajednice pa je oformljeno vijeće kao njegova zamjena. Ipak, mir u zajednici uskoro narušava smrtonosna zaraza koja se počela širiti i ubijati mnogobrojne preživjele. Mala skupina preživjelih ode iz zatvora u potrazi za lijekovima te se s istima vrate kako bi spriječili daljnje širenje infekcije.
U međuvremenu u flashback scenama otkrivamo da su Guvernera napustili preostali pristaše nakon neuspjelog napada na zatvor; on se sam vraća u Woodbury i spaljuje gradić prije nego što se uputi u besciljno lutanje okolicom. Uskoro nailazi na obitelj Chambler - Lilly, Taru, njihovog smrtno oboljelog oca Davida i Lillynu kćerku Meghan. On se lažno predstavlja i započne činiti niz dobrih dijela kako bi se iskupio za svoju prošlost. Nakon Davidove smrti svi zajedno napuste dom obitelji Chambler te uskoro susreću Guvernerovog bivšeg pristašu Martineza. Guverner impulzivno ubija Martineza, ali njegovu smrt predstavi kao nesreću. Nedugo potom preuzima kontrolu nad grupom preživjelih koju je vodio Martinez te ih odlučuje iskoristiti za svoj osvetnički pohod.
Guverner pronalazi Michonne i Hershela izvan zatvora te ih uzima kao taoce. On skupa sa svojom novopronađenom vojskom dolazi do zatvora i zaprijeti smaknućem taoca. Odbivši se predati, Rick mu predlaže da zajedno borave u zatvoru umjesto da se konstantno sukobljavaju. Osjetivši da bi neki članovi njegove nove skupine mogli biti nagovoreni na tu ideju, Guverner odrubljuje glavu Hershelu upotrijebivši Michonninu katanu te na taj način izazvavši krvavu pucnjavu između dvije skupine preživjelih. Rick se sukobljava s Guvernerom koji ga skoro ubija, ali Michonne u posljednji čas pomogne Ricku smrtno ranivši Guvernera svojim mačem. Guvernerova vojska ubrzo potom gubi bitku, ali ostatak preživjelih bježi svatko na svoju stranu nakon što kompletan zatvor preplave mnogobrojni zombiji.
Nakon bitke preživjeli su raspršeni u nekoliko različitih manjih skupina koje putuju odvojeno; svaka od njih nailazi na razne prepreke dok se nalaze u potrazi za "Terminusom" - mjestom opisanom kao "utočište za sve" na mnogobrojnim znakovima koji su postavljeni diljem lokalne željezničke pruge. Carol i Tyreese bore se oko toga što će napraviti s Lizzie - mentalno poremećenim djetetom koje je ubilo svoju mlađu sestru Miku, a njihova priča završava tako da ju Carol nevoljko ubije kako bi zaštitila Judith. Beth, koja putuje s Darylom nakon što se s njim sakrila u obližnjem pogrebnom domu, uskoro biva oteta tijekom napada zombija. Glennu i Tari pridružuju se novih troje preživjelih - narednik Abraham Ford, Rosita Espinosa i dr. Eugene Porter; oni se, pak, nalaze na putu za Washington u potrazi za ostatkom vlade. Dr. Porter im otkriva da zna uzrok pandemije zombija, ali im zbog tajnosti informacija ne može otkriti više od toga. Na putu za Terminus Glennova i Maggiena skupina se ujedinjuju i oni su prvi koji uspijevaju doći do odredišta gdje ih dočeka žena imena Mary. Pozdravlja ih i nudi im hranu.
U međuvremenu Daryl nailazi na opasnu grupu preživjelih koje predvodi čovjek imena Joe. On dopušta Darylu da im se pridruži, ali pod uvjetom da živi njihovim kodom - striktnim setom pravila čije se nepoštivanje kažnjava prebijanjem, a u nekim slučajevima i smrću. Oni pronađu Ricka, Michonne i Carla te ih zarobe i žele se osvetiti zbog toga što je ranije Rick ostavio jednog od njihovih članova da umre. Daryl dolazi i sprječava napad te banditi u konačnici budu pobijeni. Ujedinjena s Darylom, grupa nastavlja svoj put prema Terminusu u kojeg uskoro i dolaze. Ricka i ostatak njegove grupe stanovnici Terminusa uvjeravaju da su sada na sigurnom, ali uskoro izbija sukob nakon što Rick opazi Hershelov sat, Glennovu opremu i Maggiein šešir koje nose drugi stanovnici Terminusa. Brojčano nadjačani, Rick i ostali primorani su predati se. Gareth, vođa Terminusa, im naređuje da odu u vagon gdje uskoro otkrivaju Glennovu i Maggieinu skupinu koje se također nalaze u zarobljeništvu. Sezona završava Rickovom rečenicom: "Osjećat će se jako glupima kada shvate da se zajebavaju s krivim ljudima."

### Peta sezona (2014./15.)
Na početku pete sezone skupina preživjelih uspješno bježi iz Terminusa nakon što se pojavi Carol koja odvrati pozornost čuvarima. Ponovno ujedinjeni s Tyreeseom i Judith grupa naleti i spasi lokalnog svećenika Gabriela Stokesa kojeg napada čopor zombija. On ih odvede u svoju zabarikadiranu crkvu gdje im Eugene otkriva svoje znanje o tajnom biokemijskom oružju koje može ubiti svako živo biće na planeti. Eugene vjeruje da ga može programirati kako bi oružje pobilo samo zombije. Gareth s grupom kanibala otima Boba Stookeyja koji mu pojedu nogu. Međutim, Bob otkriva da ga je nedugo prije ugrizao zombi pa ga otmičari vraćaju Ricku i njegovoj grupi. Daryl i Carol su nestali; zadnji put su viđeni kako odlaze u potjeru za automobilom za kojeg Daryl vjeruje da je isti onaj u kojem je oteta Beth.
Kanibali iz Terminusa dolaze u crkvu, ali ubrzo ih Rick i ostatak skupine hladnokrvno ubijaju. Bob umire sljedećeg dana, a prije nego što se pretvori u zombija Tyreese mu puca u glavu. Tara, Glenn i Maggie se skupa s Abrahamom, Rositom i Eugeneom upute autobusom prema Washingtonu, dok ostatak preživjelih ostaje u crkvi. Autobus uskoro doživljava nesreću, ali grupa svejedno odluči nastaviti svoj put. Dok se nalaze skriveni u obližnjoj knjižnici, Eugene otkriva Tari da je namjerno sabotirao autobus iz bojazni da će ga ostali napustiti ako ne uspije spriječiti pandemiju. Sljedećeg jutra grupa nastavlja svoj put u vatrogasnom vozilu, ali su uskoro primorani stati nakon što u daljini uoče horde zombija. Tijekom svađe oko toga kako trebaju nastaviti dalje, Eugene otkriva da je cijelo vrijeme lagao o tome da zna za lijek te da je zapravo izmislio kompletnu misiju kako bi uvjerio ostale da mu pomognu ostati živim. Nakon toga Abraham ga pretuče do besvijesti.
Beth se budi u bolnici u centru Atlante gdje ju pozdravljaju policajka Dawn Lerner i dr. Steven Edwards. Beth uskoro upoznaje i radnika u bolnici Nou te njih dvoje pokušaju pobjeći; Beth biva zarobljena, ali Noah ipak uspijeva pobjeći. U međuvremenu Daryl i Carol se nalaze zatočeni u Atlanti dok pokušavaju pronaći Beth; zajedno zaključuju da se ona nalazi u bolnici Grady Memorial. Kampirajući u blizini bolnice njih dvoje susretnu se s Noom koji potvrđuje da je Beth tamo gdje misle da jest. Ubrzo ih otkriva bolnička policija koji zarobljavaju Carol nakon što ju udare automobilom. Daryl i Noah se vrate do crkve po pojačanje. Rick, Tyreese i Sasha nakon toga prate Daryla i Nou natrag do Atlante kako bi spasili Carol i Beth, dok Michonne, Carl, Gabriel i Judith ostaju u crkvi. Gabriel bježi u šumu te na taj način potpuno nenamjerno usmjeri hordu zombija prema crkvi. Zombiji ostaju zarobljeni u crkvi baš u trenutku kada se Abrahamova grupa vrati; kada im Michonne kaže sve o spasilačkoj misiji za Carol i Beth, svi skupa zapute se prema Atlanti.
U međuvremenu u Atlanti Rickova skupina zarobljava troje bolničkih policajaca kako bi ih razmjenili; jedan od policajaca pobjegne, ali Rick ga ubrzo dostigne i ubije. U bolnici se čini kao da će razmjena uspjeti, ali Dawn traži i povratak Noe; Noah na to dobrovoljno pristaje kako bi izbjegao daljnji sukob. Međutim, zaprepaštena tim zahtjevom, Beth se suočava s Dawn i ubode ju nožem u rame nakon čega Dawn instinktivno povlači okidač svog oružja i puca Beth u glavu. Daryl ubija Dawn i odnosi Bethino tijelo van bolnice gdje se svi zajedno ujedinjuju s Abrahamovom skupinom. U međuvremenu kroz cijelu prvu polovicu sezone, Morgan Jones prati Rickove tragove. Pronalazi Rickovo upozorenje u vezi Terminusa prije nego nastavi slijediti trag kojeg su ostavili Gareth i njegova skupina kanibala do crkve. Tamo je Morgan iznenađen kada nađe Abrahamovu napisanu poruku koja je naslovljena na njegovog prijatelja "Ricka Grimesa".
Sedamnaest dana nakon Bethine smrti, Rick, Glenn, Michonne i Tyreese putuju u Richmond (država Virginia) skupa s Noahom kako bi se ujedinili s njegovom obitelji. Nakon dolaska saznaju da je cijelo područje preplavljeno zombijima. Tyreese pretražuje Noahovu kuću te ga zombi ujede za ruku što rezultira njegovom smrću. Michonne uvjerava grupu da bi trebali nastaviti put prema Washingtonu premda su im zalihe hrane i vode pri kraju. Dok se skrivaju od nevremena u staji, Maggie i Sasha nailaze na čovjeka imena Aaron koji tvrdi da im je "prijatelj" koji nosi dobre vijesti i koji želi razgovarati s vođom grupe. Aaron uskoro govori ostatku skupine da dolazi iz Alexandrije - slobodne zone - te im pokazuje fotografije pokušavajući ih nagovoriti da mu se pridruže u njihovoj zajednici. Rick mu, međutim, ne vjeruje. Nakon što Michonne ipak uspije nagovoriti Ricka da odu pogledati o čemu se radi, svi skupa se zapute u slobodnu zonu. Putem se Aaron ponovno susreće sa svojim dečkom Ericom. Sljedećeg jutra grupa dolazi u Alexandriju i po prvi puta nakon dugo vremena osjećaju se opuštenima.
Nakon dolaska u novu zajednicu svaki član skupine preživjelih intervjuira Deanna - vođa zajednice slobodne zone. Također svi članovi zamoljeni su da ostave oružje u oružarnicu. Grupi su za život dodijeljene dvije kuće jedna pored druge. Deanna daje Ricku i Michonne posao nadglednika zajednice, a Daryl kasnije dobiva posao sličan Aaronovom - kao regrut novih članova. Dok se polako privikavaju na novi život, Ricka započne privlačiti udana žena imena Jessie. U međuvremenu Rick kaže Carol da se domogne njihovih oružja. Carol krade nekoliko pištolja i daje ih Ricku i Darylu, ali Daryl ih odbija tvrdeći da osjeća sigurnost u novoj zajednici. Rick nevoljko uzima pištolj.
Aiden i Noah pogibaju tijekom odlaska na zadatak pronalaženja namirnica; u međuvremenu Carol započne sumnjati da Pete maltretira svoju suprugu zbog čega se on i Rick ubrzo nađu u sukobu. Rick skoro ubija Petea i zaprijeti ostalim promatračima sukoba prije nego ga Michonne onesvijesti. Ranije je Maggie čula oca Gabriela kako govori Deanni da su Rick i njegova skupina sotone kojima se ne smije vjerovati. Deanna najavi da će se održati zajednički gradski sastanak na kojem će se raspravljati o tome što će se napraviti s Rickom. Daryl i Aaron otvaraju veliki kamion s hranom, ali radi se zapravo o zamci postavljenoj od strane Vukova koja ih nagna da potraže utočište u obližnjem automobilu kojeg uskoro preplave zombiji. Morgan se pojavljuje i spašava ih, a nakon što Darylu pokaže mapu iz crkve s Rickovim imenom pridružuje im se u njihovom povratku u Alexandriju. U međuvremenu Nicholas pokušava ubiti Glenna van zidina gradića, ali ne uspijeva; Glenn mu ipak poštedi život. Gabriel slučajno ostavlja kapiju Alexandrije otvorenom što omogućuje zombijima da nesmetano uđu. Rick to primjećuje te hvata i ubija nekoliko zombija prije nego dođe na gradski sastanak. Tamo ostatku zajednice govori da se moraju promijeniti ako žele preživjeti, ali uskoro njegov govor prekida potpuno alkoholizirani Pete koji se pojavljuje s Michonneinom katanom. Reg pokušava smiriti situaciju koja rezultira time da mu Pete slučajno prereže grkljan. Uznemirena Deanna tada kaže Ricku da ubije Petea što ovaj i čini baš u trenutku kada se Morgan, Daryl i Aaron vrate.

### Buduće sezone
Izvršni producent David Alpert u jednom je intervjuu rekao da su im originalna izdanja stripova na temelju kojih je serija temeljena dali ideje za sljedećih sedam godina: "Obožavam raditi na temelju već objavljenog materijala, pogotovo zbog toga što već sada imamo poprilično jasnu ideju kako će izgledati deseta sezona serije". Alpert je također izjavio: "Također znamo u kojem smjeru bi trebale ići jedanaesta i dvanaesta sezona... Imamo poprilično jasan kostur tih sezona, samo je pitanje sreće hoćemo li do njih doći."

## Glumačka postava

### Glavni glumci
| Glumac                 | Lik                    | Sezone         | Sezone            | Sezone            | Sezone            | Sezone            |
| Glumac                 | Lik                    | 1              | 2                 | 3                 | 4                 | 5                 |
| ---------------------- | ---------------------- | -------------- | ----------------- | ----------------- | ----------------- | ----------------- |
| Andrew Lincoln         | Rick Grimes            | Glavna uloga   | Glavna uloga      | Glavna uloga      | Glavna uloga      | Glavna uloga      |
| Jon Bernthal           | Shane Walsh            | Glavna uloga   | Glavna uloga      | Gost              |                   |                   |
| Sarah Wayne Callies    | Lori Grimes            | Glavna uloga   | Glavna uloga      | Glavna uloga      |                   |                   |
| Laurie Holden          | Andrea                 | Glavna uloga   | Glavna uloga      | Glavna uloga      |                   |                   |
| Jeffrey DeMunn         | Dale Horvath           | Glavna uloga   | Glavna uloga      |                   |                   |                   |
| Steven Yeun            | Glenn Rhee             | Glavna uloga   | Glavna uloga      | Glavna uloga      | Glavna uloga      | Glavna uloga      |
| Chandler Riggs         | Carl Grimes            | Glavna uloga   | Glavna uloga      | Glavna uloga      | Glavna uloga      | Glavna uloga      |
| Norman Reedus          | Daryl Dixon            | Gost           | Glavna uloga      | Glavna uloga      | Glavna uloga      | Glavna uloga      |
| Melissa McBride        | Carol Peletier         | Gost           | Sporedna uloga[a] | Glavna uloga      | Glavna uloga      | Glavna uloga      |
| Michael Rooker         | Merle Dixon            | Sporedna uloga | Gost              | Glavna uloga      |                   |                   |
| Lauren Cohan           | Maggie Greene          |                | Sporedna uloga    | Glavna uloga      | Glavna uloga      | Glavna uloga      |
| Scott Wilson           | Hershel Greene         |                | Sporedna uloga[a] | Glavna uloga      | Glavna uloga      |                   |
| Emily Kinney           | Beth Greene            |                | Sporedna uloga[a] | Sporedna uloga[a] | Sporedna uloga[a] | Glavna uloga      |
| Danai Gurira           | Michonne               |                | Cameo             | Glavna uloga      | Glavna uloga      | Glavna uloga      |
| David Morrissey        | Guverner/Phillip Blake |                |                   | Glavna uloga      | Glavna uloga      | Gost              |
| Chad L. Coleman        | Tyreese                |                |                   | Sporedna uloga[a] | Sporedna uloga[a] | Glavna uloga      |
| Sonequa Martin-Green   | Sasha                  |                |                   | Sporedna uloga[a] | Sporedna uloga[a] | Sporedna uloga[a] |
| Lawrence Gilliard, Jr. | Bob Stookey            |                |                   |                   | Sporedna uloga[a] | Sporedna uloga[a] |
| Alanna Masterson       | Tara Chambler          |                |                   |                   | Sporedna uloga[a] | Sporedna uloga[a] |
| Michael Cudlitz        | Abraham Ford           |                |                   |                   | Sporedna uloga[a] | Glavna uloga[a]   |
| Josh McDermitt         | Eugene Porter          |                |                   |                   | Sporedna uloga[a] | Sporedna uloga[a] |
| Christian Serratos     | Rosita Espinosa        |                |                   |                   | Sporedna uloga[a] | Sporedna uloga[a] |
| Andrew J. West         | Gareth                 |                |                   |                   | Gost              | Sporedna uloga[a] |
| Seth Gilliam           | Gabriel Stokes         |                |                   |                   |                   | Sporedna uloga    |

* ^  Ime ovog/ove glumca/glumice ne pojavljuje se na uvodnoj špici filma već mu/joj se ime pojavljuje nakon iste, ali televizijska mreža AMC ga/ju svejedno smatra redovnim članom glumačke postave.

### Sporedni glumci
| IronE Singleton        | Theodore "T-Dog" Douglas | Sporedna uloga | Sporedna uloga | Sporedna uloga |                |                |                |                |
| Lennie James           | Morgan Jones             | Gost           |                | Gost           |                | Sporedna uloga | Sporedna uloga | Sporedna uloga |
| Emma Bell              | Amy                      | Sporedna uloga |                | Samo glas      |                |                |                |                |
| Jeryl Prescott Sales   | Jacqui                   | Sporedna uloga |                | Samo glas      |                |                |                |                |
| Andrew Rothenberg      | Jim                      | Sporedna uloga |                | Samo glas      |                |                |                |                |
| Adam Minarovich        | Ed Peletier              | Sporedna uloga | Gost           |                |                |                |                |                |
| Juan Pareja            | Morales                  | Sporedna uloga |                |                |                |                |                |                |
| Madison Lintz          | Sophia Peletier          | Sporedna uloga | Sporedna uloga |                |                |                |                |                |
| Jane McNeill           | Patricia                 |                | Sporedna uloga |                |                |                |                |                |
| Pruitt Taylor Vince    | Otis                     |                | Sporedna uloga |                |                |                |                |                |
| James Allen McCune     | Jimmy                    |                | Sporedna uloga |                |                |                |                |                |
| Michael Zegen          | Randall                  |                | Sporedna uloga |                |                |                |                |                |
| Lew Temple             | Axel                     |                |                | Sporedna uloga |                |                |                |                |
| Vincent Ward           | Oscar                    |                |                | Sporedna uloga |                |                |                |                |
| Dallas Roberts         | Milton Mamet             |                |                | Sporedna uloga |                |                |                |                |
| Tyler Chase            | Ben                      |                |                | Sporedna uloga |                |                |                |                |
| Daniel Thomas May      | Allen                    |                |                | Sporedna uloga | Gost           |                |                |                |
| Jose Pablo Cantillo    | Martinez                 |                |                | Sporedna uloga | Sporedna uloga |                |                |                |
| Melissa Ponzio         | Karen                    |                |                | Sporedna uloga | Sporedna uloga |                |                |                |
| Travis Love            | Shumpert                 |                |                | Sporedna uloga | Gost           |                |                |                |
| Sunkrish Bala          | Dr. Caleb Subramanian    |                |                |                | Sporedna uloga |                |                |                |
| Brighton Sharbino      | Lizzie Samuels           |                |                |                | Sporedna uloga | Gost           |                |                |
| Kyla Kenedy            | Mika Samuels             |                |                |                | Sporedna uloga | Gost           |                |                |
| Vincent Martella       | Patrick                  |                |                |                | Sporedna uloga |                |                |                |
| Audrey Marie Anderson  | Lilly Chambler           |                |                |                | Sporedna uloga |                |                |                |
| Meyrick Murphy         | Meghan Chambler          |                |                |                | Sporedna uloga |                |                |                |
| Jeff Kober             | Joe                      |                |                |                | Sporedna uloga |                |                |                |
| Denise Crosby          | Mary                     |                |                |                | Sporedna uloga | Gost           |                |                |
| Chris Coy              | Martin                   |                |                |                |                | Sporedna uloga |                |                |
| Christine Woods        | Por. Dawn Lerner         |                |                |                |                | Sporedna uloga |                |                |
| Erik Jensen            | Dr. Steven Edwards       |                |                |                |                | Sporedna uloga |                |                |
| Tyler James Williams   | Noah                     |                |                |                |                | Sporedna uloga |                |                |
| Ross Marquand          | Aaron                    |                |                |                |                | Sporedna uloga |                |                |
| Jordan Woods-Robinson  | Eric                     |                |                |                |                | Sporedna uloga |                |                |
| Tovah Feldshuh         | Deanna Monroe            |                |                |                |                | Sporedna uloga |                |                |
| Alexandra Breckenridge | Jessie Anderson          |                |                |                |                | Sporedna uloga |                |                |
| Daniel Bonjour         | Aiden Monroe             |                |                |                |                | Sporedna uloga |                |                |
| Austin Abrams          | Ron Anderson             |                |                |                |                | Sporedna uloga |                |                |
| Corey Brill            | Pete Anderson            |                |                |                |                | Sporedna uloga |                |                |
| Michael Traynor        | Nicholas                 |                |                |                |                | Sporedna uloga |                |                |
| Katelyn Nacon          | Enid                     |                |                |                |                | Sporedna uloga |                |                |
| Elijah Marcano         | Mikey                    |                |                |                |                | Sporedna uloga |                |                |
| Major Dodson           | Sam Anderson             |                |                |                |                | Sporedna uloga |                |                |
| Ann Mahoney            | Olivia                   |                |                |                |                | Sporedna uloga |                |                |
| Austin Nichols         | Spencer Monroe           |                |                |                |                | Sporedna uloga |                |                |
| Jason Douglas          | Tobin                    |                |                |                |                | Sporedna uloga |                |                |

### Povezanost s ranijim projektima F. Darabonta
U seriji Živi mrtvaci pojavljuje se nekoliko glumaca s kojima je glavni kreator serije Frank Darabont radio na svojim ranijim projektima, uključujući Laurie Holden (Andrea), Jeffreyja DeMunna (Dale Horvath), Melissu McBride (Carol Peletier), Sama Witwera (mrtvog vojnika u tanku u kojem se Rick skriva u epizodi Days Gone Bye) i Juana Gabriela Pareju (Morales). Svih petero glumaca pojavljuje se u njegovom filmu Magla iz 2007. godine skupa s Thomasom Janeom koji je prvotno trebao glumiti i u ovoj seriji kada je ista prezentirana u kompaniji HBO. Jane se kasnije nalazio u pregovorima s Darabontom u vezi potencijalne gostujuće uloge u seriji tijekom jeseni 2010. godine, ali s Darabontovim odlaskom iz serije trenutno je nepoznato hoće li se ta gostujuća uloga uopće dogoditi. Laurie Holden također glumi u Darabontovom filmu Majestic iz 2001. godine (kao Adele Stanton, djevojka lika Jima Carreyja). Glumac DeMunn pojavio se u nekoliko Darabontovih filmova: uz već spomenute Maglu i Majestic, DeMunn se pojavio i u filmovima Iskupljenje u Shawshanku (iz 1994. godine) te Zelena milja (iz 1999. godine). Planirano je da glumac Witwer (vojnik Jessup iz Darabontovog filma Magla) reprizira svoju ulogu iz epizode Days Gone Bye u originalnoj koncepciji prve epizode druge sezone serije kao i u jednoj od webizoda, ali su oba plana u međuvremenu propala.

## Produkcija

### Razvoj projekta
Dana 20. siječnja 2010. godine televizijska mreža AMC službeno je objavila vijest da je naručila pilot epizodu za moguću televizijsku seriju temeljenu na stripovima Živi mrtvaci, a čiji će izvršni producenti biti Frank Darabont i Gale Anne Hurd. Darabont će ujedno napisati i režirati pilot epizodu. Kompletna prva sezona bila je naručena isključivo na temelju kvalitete izvornog materijala, televizijskih scenarija i Darabontove umiješanosti u projekt. U siječnju iste godine daljnju pozornost na seriju privukla je recenzija scenarija za pilot epizodu. Pilot epizoda započela se snimati 15. svibnja 2010. godine u Atlanti (država Georgia) nakon što je kuća AMC već službeno naručila kompletnu prvu sezonu koja će se sastojati od šest epizoda. Ostatak epizoda iz prve sezone sa snimanjem je započelo 2. lipnja 2010. godine, a od tada pa sve do svog odlaska Darabont se nalazio u ulozi glavnog voditelja serije. Dana 31. kolovoza 2010. godine Darabont je službeno objavio da će serija Živi mrtvaci biti otkupljena i za drugu sezonu čija će produkcija započeti u veljači 2011. godine. Dana 8. studenog 2010. godine televizijska mreža AMC potvrdila je snimanje druge sezone serije koja će se sastojati od 13 epizoda.
Dana 25. listopada 2011. godine AMC je objavila da je naručila snimanje treće sezone serije uz obrazloženje: "Druga sezona nastavila je s fantastičnom gledanošću, jednom od najjačih u povijesti kablovske televizije". Dana 21. prosinca 2012. AMC je objavila da će se snimati i četvrta sezona serije.
Dana 29. listopada 2013. AMC je obnovila seriju za petu sezonu čiji je glavni voditelj postao Scott M. Gimple. Michael Culitz, Josh McDermitt, Christian Serratos, Alanna Masterson i Andrew J. West - glumci koji su utjelovili likove Abrahama, Eugenea, Rosite, Tare i Garetha - promovirani su među redovnu glumačku postavu sezone. Peta sezona sastojala se od sveukupno 16 epizoda, a svoju je premijeru imala 16. listopada 2014. godine. Glumac Seth Gilliam također se pridružio glavnoj glumačkoj postavi kao svećenik Gabriel Stokes (iz stripova).
Dana 7. listopada 2014. godine televizijska mreža AMC službeno je objavila da će se producirati i šesta sezona serije.

### Ekipa iza kamere
Scenaristička ekipa prve sezone serije sastojala se od autora serije i izvršnog producenta Franka Darabonta (koji je sam napisao ili bio ko-scenarist četiriju od sveukupno šest epizoda prve sezone), izvršnog producenta Charlesa H. Egleeja, izvršnog producenta i kreatora stripova Roberta Kirkmana, izvršnog producenta Jacka LoGiudicea te savjetnika produkcije Adama Fierra i Glena Mazzare od kojih su svi oni sudjelovali u pisanju po jedne epizode svaki. Uz Darabonta koji je režirao Pilot epizodu ostalih pet epizoda režirali su Michelle MacLaren, Gwyneth Horder-Payton, Johan Renck, Ernest Dickerson i Guy Ferland.
| Nakon odlaska Franka Darabonta, mjesto glavnog voditelja serije preuzeli su Glen Mazzara (lijevo) za drugu i treću sezonu odnosno Scott M. Gimple (desno) za četvrtu i petu sezonu. |  | Nakon odlaska Franka Darabonta, mjesto glavnog voditelja serije preuzeli su Glen Mazzara (lijevo) za drugu i treću sezonu odnosno Scott M. Gimple (desno) za četvrtu i petu sezonu. |
| Nakon odlaska Franka Darabonta, mjesto glavnog voditelja serije preuzeli su Glen Mazzara (lijevo) za drugu i treću sezonu odnosno Scott M. Gimple (desno) za četvrtu i petu sezonu. |  | |

Dana 1. prosinca 2010. godine internetska stranica Deadline.com objavila je da je Darabont otpustio kompletan scenaristički tim, uključujući i izvršnog producenta Charlesa "Chica" Egleeja te da je za potrebe druge sezone želio uzeti slobodne (freelance) scenariste. Kirkman je tu odluku nazvao "preuranjenom" i objasnio da Eglee nije dobio otkaz već da je otišao kako bi se posvetio drugim projektima, a nakon što je Darabont odlučio ostati kao glavni voditelj serije te da još uvijek nisu doneseni planovi u vezi scenarističke ekipe za drugu sezonu.
Dana 3. prosinca 2010. godine u intervjuu za Entertainment Weekly izvršna producentica Gale Anne Hurd je komentirala cijeli slučaj: "Sve je to potpuno netočno. U scenarističkoj sobi postoje ljudi koji imaju i druge, vlastite projekte i logično je da će im oni postati prioritet ako se neka od njihovih ideja pretvori u novu seriju. Mislim da je Eglee jednostavno odlučio da želi voditi vlastitu seriju." Također je otkrila da će se serija na ekrane najvjerojatnije vratiti u listopadu 2011., budući su Darabont i Kirkman još početkom te godine napisali kostur kompletne druge sezone. Uz to potvrdila je i da "su svi glavni glumci potpisali ugovore na nekoliko sljedećih sezona". U srpnju 2011. godine glavni autor serije i njezin voditelj Frank Darabont odstupio je s tog mjesta. Kao razlog njegovog odlaska iz serije spekuliralo se da nije mogao uskladiti vlastiti raspored s onim kojeg zahtjeva radno mjesto voditelja televizijskog programa. Međutim, u časopisu The Hollywood Reporter pisalo je da je Darabont zapravo dobio otkaz zbog neslaganja oko planiranog smanjenja budžeta serije i miješanja u posao izvršnih producenata. Izvršni producent Glen Mazzara nakon toga postavljen je na mjesto voditelja serije. Uz to zaposleni su i novi scenaristi za drugu sezonu uključujući i izvršnog producenta Evana Reillyja, producenta Scotta M. Gimplea, Angelu Kang i Davida Leslieja Johnsona. U trećoj sezoni novi scenaristi uključivali su producente Nichole Beattie i Sanga Kyua Kima dok je Frank Renzulli doprinosio seriji kao freelance scenarist.
Nakon završetka emitiranja treće sezone, Glen Mazzara odstupio je s mjesta voditelja serije kao i s mjesta izvršnog producenta nakon zajedničkog dogovora između njega i televizijske mreže AMC. U objavi za medije pisalo je: "Obje strane priznaju da postoji neslaganje u mišljenju oko toga kojim putem radnja serije treba biti nastavljena pa je zaključeno da je najbolje da svatko ode na svoju stranu". Scott M. Gimple naslijedio je Mazzaru na mjestu voditelja serije za četvrtu sezonu, a novi scenaristi postali su Curtis Gwinn, Channing Powell i Matt Negrete.

### Glazba
Bear McCreary dobio je zadatak skladati glazbu serije. McCreary je izjavio da je glavnu glazbenu temu koja se pojavljuje na uvodnoj špici temeljio na njezinom produkcijskom dizajnu. Umjesto da sklada kompletnu glazbenu temu kao što je to radio na prijašnjim projektima, McCreary je izabrao jednostavni glazbeni motiv koji se ponavlja.

#### Soundtrackovi
Do sada su službeno izdana četiri soundtracka za seriju Živi mrtvaci. Prvi naslova The Walking Dead: AMC Original Soundtrack, Vol. 1 službeno je objavljen 17. ožujka 2013. godine. Drugi je objavljen 25. ožujka 2014. godine. Songs of Survival naziv je soundtracka za treću sezonu serije, a objavljen je 27. kolovoza 2013. godine. Songs of Survival Vol. 2 soundtrack je za četvrtu sezonu koji je pušten u prodaju 24. kolovoza 2014. godine od strane Republic Recordsa.

### Maska
Gregory Nicotero je jedan od izvršnih producenata serije i glavna odgovorna osoba za masku odnosno šminku. Svaki glumac koji glumi zombije mora proći tzv. "zombi školu" u kojoj, između ostaloga, uči kako se kretati poput zombija. Postoje tri nivoa šminke za zombije: hero, midground i deep background. Hero zombiji su oni koji su našminkani od glave do pete i koji se nalaze u krupnim kadrovima u seriji. Midground zombiji su oni koji su našminkani samo na određenim dijelovima tijela (poput lica), ali koji ne prilaze dovoljno blizu kameri kako bi trebali kompletnu šminku. Deep background zombiji često nose samo maske i uglavnom se nalaze u pozadini scena.

### Snimanje
Serija Živi mrtvaci uglavnom se snima u državi Georgia. Serija se u potpunosti snima na 16 milimetarskoj filmskoj vrpci. David Tattersall bio je glavni fotograf pilot epizode, a David Boyd je to postao od druge epizode nadalje. Za scenografiju u seriji odgovorni su Greg Melton i Alex Hajdu. Ekipa za specijalne efekte uključuje dizajnera Gregoryja Nicotera, koordinatora za specijalne efekte Darrella Pritchetta te nadzornike specijalnih efekata Sama Nicholsona i Jasona Sperlinga.

### Marketing
Serija Živi mrtvaci premijerno se započela prikazivati u istom tjednu u 120 različitih zemalja svijeta. Kao dio široke promotivne kampanje kako bi se podignula svijest o seriji, kompanije AMC i Fox International Channels zajedno su ko-ordinirale invaziju zombija diljem svijeta dana 26. listopada 2010. godine. U više od 26 velikih gradova u roku od 24 sata zombiji su "napadali" gradove od Taipeija i Hong Konga pa sve do Los Angelesa za potrebe američke premijere serije.
Na službenoj internetskoj stranici serije netom prije održavanja Comic-Cona u San Diegu 2010. godine pojavio se web strip temeljen na prvom broju stripa po kojem je snimljena serija, a kojem je glas posudio Phil LaMarr. Web stranica također je sadržavala i dokumentarac o snimanju prve epizode serije kao i brojne video isječke i intervjue iza kamere. U dokumentarcu su kreator stripova i izvršni producent serije Robert Kirkman te crtač Charlie Adlard izjavili da su zadovoljni s vjerodostojnošću serije stripovima, a pogotovo sa sličnostima između glumaca i nacrtanih likova u stripovima.
U studenom 2011. godine kreirane su akcijske figurice s likovima iz serije uključujući Ricka, Daryla te dva zombija. Akcijske figurice koje je proizvela kompanija McFarlane Toys napravljene su tako da što je više moguće sliče glumcima iz serije. U rujnu iste godine također su napravljene i akcijske figurice koje fizički više sliče likovima nacrtanim u stripovima.

## Emitiranje
Scene iz pilot epizode prvi puta su prikazane 23. srpnja 2010. godine na Comic-Conu u San Diegu. Sama serija svoju je premijeru imala 31. listopada 2010. godine na televizijskoj mreži AMC, a na međunarodnom tržištu započela se prikazivati tijekom prvog tjedna mjeseca studenog na kanalima Fox International Channels. U Hong Kongu je prva sezona svoju premijeru imala na kanalu TVB Pearl dana 30. kolovoza 2011. Skoro dva tjedna prije premijere serije na AMC-u pilot epizoda procurila je na internet.
Dana 14. lipnja 2010. godine prodana su međunarodna televizijska prava za emitiranje serije. Serija se prikazuje na kanalima Fox International Channels u 126 zemalja svijeta na 33 jezika. Prvi dio pete sezone s prikazivanjem je započeo 13. listopada 2014., dok je drugi dio sezone s emitiranjem započeo 9. veljače 2015. godine.

### Izdanja za kućno kino
Kompletna prva sezona na DVD-u i Blu-rayu izdana je 8. ožujka 2011. godine. Trostruko posebno izdanje prve sezone koje je kao posebne dodatke sadržavalo nove priloge o snimanju serije i audio komentare izdano je na DVD-u i Blu-rayu 4. listopada 2011. godine. Rana izdanja europskih verzija prve sezone na DVD-u i Blu-rayu bile su cenzurirane zbog krvavih scena, pogotovo druga (Guts), treća (Tell It to the Frogs), četvrta (Vatos) i peta (Wildfire) epizoda sve dok distributer eOne/WVG nije ponovno izdao prvu sezonu kao posebnu necenzuriranu verziju na DVD-u i Blu-rayu dana 31. svibnja 2013. godine.
Druga sezona na DVD-u i Blu-rayu izdana je 28. kolovoza 2012. godine. Uz nju također je izdano i ograničeno Blu-ray izdanje čiji su diskovi bili pakirani u malu minijaturu zombijeve glave koju je kreirala kompanija McFarlane Toys. Posebni dodaci na drugoj sezoni uključuju audio komentare, izbačene scene, webisode i nekoliko priloga o snimanju.
Treća sezona na DVD-u i Blu-rayu izdana je 27. kolovoza 2013. godine. Ta sezona također je izdana i kao posebno ograničeno Blu-ray izdanje čiji su diskovi pakirani u jednu od zombi glava Guvernerovog akvarija koju je dizajnirao Greg Nicotero, a upakirala kompanija McFarlane Toys. Posebni dodaci u izdanjima treće sezone sadržavaju audio komentare, izbačene scene i nekoliko priloga o snimanju serije.
Četvrta sezona je na DVD-u i Blu-rayu izdana 26. kolovoza 2014. godine. Također je izdana i kao ograničeno Blu-ray izdanje pakirano u obliku zombija kojeg je dizajnirala kompanija McFarlane Toys. Posebni dodaci u ovoj sezoni uključuju audio komentare, izbačene scene i nekoliko priloga o snimanju serije kao i produžene verzije epizoda koje se nalaze ekskluzivno samo na Blu-ray izdanjima sezone.

## Priznanja

### Kritike
Sve sezone serije Živi mrtvaci dobile su uglavnom pozitivne ocjene televizijskih kritičara, uključujući i prvu sezonu koja na popularnoj internetskoj stranici Rotten Tomatoes ima 92% pozitivnih ocjena temeljenih na 25 zaprimljenih kritika. Konsenzus kritičara te web stranice je sljedeći: "Krvoločna, emotivno rezonantna i intenzivna, serija Živi mrtvaci dašak je svježeg zraka u moru istovjetnih zombi uradaka ovakvog pod-žanra." Na drugoj internetskoj stranici Metacritic koja se također bavi prikupljanjem filmskih kritika, serija Živi mrtvaci ima prosječnu ocjenu 82 od 100 (temeljenu na 25 zaprimljenih kritika). Heather Havrilesky s web stranice Salon.com uključila je seriju na svoju listu 9 novih televizijskih serija koje se ne bi smjele propustiti i dala joj ocjenu 5 uz komentar: "Dramska televizijska serija kinematografske kvalitete o zombijima? Neka me netko uštipne!"
Druga sezona serije dobila je uglavnom pozitivne kritike. Na popularnoj internetskoj stranici Rotten Tomates serija ima 86% pozitivnih ocjena temeljenih na 22 zaprimljene kritike. Konsenzus stranice za ovu sezonu je sljedeći: "Druga sezona serije Živi mrtvaci nastavlja razvijati likove i istovjetno održavati zahtjevnu napetost i šokantnost koja je samu seriju učinila televizijskim hitom". Na internetskoj stranici Metacritic druga sezona ima prosječnu ocjenu 80 od 100 temeljenu na 22 zaprimljene kritike. U svom prvom dijelu sezona je uglavnom kritizirana zbog previše usporenog ritma. Ken Tucker iz magazina Entertainment Weekly opisao je seriju kao "kasno-noćnu sapunicu" i usporedio je s "parodijom predstave Samuela Becketta" koja nije imala jasno određen smjer, a i pojavljivanje zombija je bilo izuzetno rijetko. Nate Rawlings iz magazina Time istaknuo je da je "ritam prvog dijela sezone brutalno spor... Pokušali su s razradom pojedinačnih likova, ali svi podzapleti kojima se likovima dala nova dimenzija bili su vrlo brzo razriješeni." Recenzije drugog dijela druge sezone, poput one Scotta Wamplera s web stranice Collider.com bile su puno pozitivnije, a isticale su poboljšanu kvalitetu uz komentar: "Drugi dio sezone činio se daleko intenzivnijim, puno zanimljivijim i bolje napisanim". Priznavajući kvalitetu cjelokupne sezone, Kevin Yeoman iz magazina Screen Rant nahvalio je seriju uz komentar: "Scenaristi su uspjeli izaći iz okova povremene monotonije kakvu ovakva serija može izazvati."
Treća je sezona serije uglavnom hvaljena od strane kritičara. Na temelju 30 zaprimljenih kritika na internetskoj stranici Rotten Tomatoes, treća sezona ima 93% pozitivnih ocjena uz komentar: "Opipljiv teror i brutalna napetost nastavljaju se u trećoj sezoni serije Živi mrtvaci zajedno s puno dubljim shvaćanjem ljudi koji nastavljaju živjeti u apokaliptičnom podneblju." Na web stranici Metacritic prosječna ocjena treće sezone serije je 82 od 100 temeljena na 18 zaprimljenih kritika. Verne Gay iz Newsdaya istaknuo je da premijera treće sezone "nije razočarala" te nadodao da epizoda "sadržava dijelove u kojima ćete poželjeti vrištati prema ekranu. Da, nova sezona je baš tako dobra", uz zaključak da je treća sezona apsolutno najbolja do sada i uz ocjenu 5+.
Četvrta sezona dobila je u velikoj većini slučajeva iznimno pozitivne kritike. Na popularnoj stranici Rotten Tomatoes na temelju 35 zaprimljenih kritika, četvrta sezona ima 89% pozitivnih ocjena uz komentar: "Konstantno uzbuđujuća uz solidan razvoj likova i dovoljno brutalnosti kojom zadovoljava one najkrvoločnije obožavatelje, ova sezona Živih mrtvaca nastavlja demonstrirati zašto je jedna od najboljih horor serija na televiziji." Na stranici Metacritic prosječna ocjena četvrte sezone je 75 od 100 temeljena na 16 zaprimljenih kritika.
Jedna od najhvaljenijih sezona serije do sada je peta sezona. Na internetskoj stranici Rotten Tomates peta sezona ima 97% pozitivnih ocjena temeljenih na 36 zaprimljenih kritika uz zajednički komentar: "Zahvaljujući liberalnoj dozi propulzivnosti, krvave akcije i dovoljno trenutaka s potpuno raznolikim likovima koji će nagraditi dugogodišnje obožavatelje, peta sezona serije Živi mrtvaci nastavlja svojim gledateljima pružati vrhunsku zabavu." Na web stranici Metacritic prosječna ocjena pete sezone je 80 od 100 temeljena na 11 zaprimljenih kritika.

### Gledanost
| Sezona    | Vrijeme emitiranja) | Broj epizoda | Premijera sezone    | Premijera sezone         | Finale sezone     | Finale sezone            | Prosječna gledanost (u milijunima) |
| Sezona    | Vrijeme emitiranja) | Broj epizoda | Emitiranje          | Gledanost (u milijunima) | Emitiranje        | Gledanost (u milijunima) | Prosječna gledanost (u milijunima) |
| --------- | ------------------- | ------------ | ------------------- | ------------------------ | ----------------- | ------------------------ | ---------------------------------- |
| 1. sezona | Nedjeljom u 22 sata | 6            | 31. listopada 2010. | 5,35                     | 5. prosinca 2010. | 5,97                     | 5,24                               |
| 2. sezona | Nedjeljom u 21 sat  | 13           | 16. listopada 2011. | 7,26                     | 18. ožujka 2012.  | 8,99                     | 6,90                               |
| 3. sezona | Nedjeljom u 21 sat  | 16           | 14. listopada 2012. | 10,87                    | 31. ožujka 2013.  | 12,40                    | 10,40                              |
| 4. sezona | Nedjeljom u 21 sat  | 16           | 13. listopada 2013. | 16,11                    | 30. ožujka 2014.  | 15,68                    | 13,30                              |
| 5. sezona | Nedjeljom u 21 sat  | 16           | 12. listopada 2014. | 17,30                    | 29. ožujka 2015.  | 15,78                    | 14,40                              |

| \| Sezona \| Epizoda \| Epizoda \| Epizoda \| Epizoda \| Epizoda \| Epizoda \| Epizoda \| Epizoda \| Epizoda \| Epizoda \| Epizoda \| Epizoda \| Epizoda \| Epizoda \| Epizoda \| Epizoda \| \| Sezona \| 1 \| 2 \| 3 \| 4 \| 5 \| 6 \| 7 \| 8 \| 9 \| 10 \| 11 \| 12 \| 13 \| 14 \| 15 \| 16 \| \| --------- \| ------- \| ------- \| ------- \| ------- \| ------- \| ------- \| ------- \| ------- \| ------- \| ------- \| ------- \| ------- \| ------- \| ------- \| ------- \| ------- \| \| 1. sezona \| 5350 \| 4710 \| 5070 \| 4750 \| 5560 \| 5970 \| — \| — \| — \| — \| — \| — \| — \| — \| — \| — \| \| 2. sezona \| 7260 \| 6700 \| 6100 \| 6290 \| 6120 \| 6080 \| 6620 \| 8100 \| 6890 \| 7040 \| 6770 \| 6890 \| 8990 \| — \| — \| — \| \| 3. sezona \| 10 970 \| 9550 \| 10 510 \| 9270 \| 10 370 \| 9210 \| 10 430 \| 10 480 \| 12 260 \| 11 050 \| 11 010 \| 11 300 \| 11 460 \| 10 840 \| 10 990 \| 12 420 \| \| 4. sezona \| 16 111 \| 13 950 \| 12 920 \| 13 310 \| 12 200 \| 12 000 \| 11 290 \| 12 050 \| 15 760 \| 13 340 \| 13 120 \| 12 610 \| 12 650 \| 12 870 \| 13 470 \| 15 680 \| \| 5. sezona \| 17 300 \| 15 143 \| 13 801 \| 14 518 \| 13 530 \| 14 068 \| 13 330 \| 14 807 \| 15 643 \| 12 267 \| 13 438 \| 14 430 \| 14 534 \| 13 781 \| 13 757 \| 15 784 \| |         |         |         |         |         |         |         |         |         |         |         |         |         |         |         |         |
| Sezona | Epizoda | Epizoda | Epizoda | Epizoda | Epizoda | Epizoda | Epizoda | Epizoda | Epizoda | Epizoda | Epizoda | Epizoda | Epizoda | Epizoda | Epizoda | Epizoda |
| Sezona | 1       | 2       | 3       | 4       | 5       | 6       | 7       | 8       | 9       | 10      | 11      | 12      | 13      | 14      | 15      | 16      |
| 1. sezona | 5350    | 4710    | 5070    | 4750    | 5560    | 5970    | —       | —       | —       | —       | —       | —       | —       | —       | —       | —       |
| 2. sezona | 7260    | 6700    | 6100    | 6290    | 6120    | 6080    | 6620    | 8100    | 6890    | 7040    | 6770    | 6890    | 8990    | —       | —       | —       |
| 3. sezona | 10 970  | 9550    | 10 510  | 9270    | 10 370  | 9210    | 10 430  | 10 480  | 12 260  | 11 050  | 11 010  | 11 300  | 11 460  | 10 840  | 10 990  | 12 420  |
| 4. sezona | 16 111  | 13 950  | 12 920  | 13 310  | 12 200  | 12 000  | 11 290  | 12 050  | 15 760  | 13 340  | 13 120  | 12 610  | 12 650  | 12 870  | 13 470  | 15 680  |
| 5. sezona | 17 300  | 15 143  | 13 801  | 14 518  | 13 530  | 14 068  | 13 330  | 14 807  | 15 643  | 12 267  | 13 438  | 14 430  | 14 534  | 13 781  | 13 757  | 15 784  |

### Nagrade i nominacije
Serija Živi mrtvaci nominirana je za najbolju novu seriju za nagradu koju dodjeljuje Ceh scenarista Amerike 2011. godine. Također je nominirana u kategoriji najbolje dramske serije za nagradu Zlatni globus iste godine. Uz to serija je proglašena jednom od 10 najboljih televizijskih programa 2010. godine od strane Američkog filmskog instituta. Na 37. dodjeli nagrada Saturn prva sezona serije dobila je šest nominacija: za najbolju televizijsku seriju, najboljeg glavnog glumca (Andrew Lincoln), glavnu glumicu (Sarah Wayne Callies), najboljeg sporednog glumca (Steven Yeun), najbolju sporednu glumicu (Laurie Holden) i najboljeg gostujućeg glumca na televiziji (Noah Emmerich). Na prvoj dodjeli nagrade televizijskih kritičara serija je nominirana u kategoriji najbolje dramske serije. Pilot epizoda serije Days Gone Bye dobila je tri nominacije na 63. dodjeli prestižnih televizijskih nagrada Emmy: za najbolju montažu zvuka, najbolje specijalne efekte i najbolju šminku (u potonjoj kategoriji je i odnijela samu nagradu).

## Vanjske poveznice
- Službena stranica
- Živi mrtvaci na Internet Movie Databaseu
- Živi mrtvaci  Arhivirana inačica izvorne stranice od 27. siječnja 2013. (Wayback Machine) na TV.com